# Ádám Somogyi
Ádám Somogyi (Budapest, 30 giugno 2000) è un cestista ungherese.

## Carriera
Con l'Ungheria ha disputato i Campionati europei del 2022.